# Scott Silver
Scott Silver (nascut el 30 de novembre de 1964) és un guionista estatunidenc i director de cinema.
Silver és més conegut per pel·lícules com Johns, The Mod Squad, 8 Mile, The Fighter, pel qual va ser nominat a un Premi Oscar per Millor Guió Original, i Joker, pel qual va ser nominat a un Premi Oscar al Millor Guió Adaptat, al costat de Todd Phillips. És d'origen jueu. També està establert per co-escriure el guió per al proper reboot de Spawn.
Es va graduar a la Boston University College of Communication el 1986.

## Filmografia
| Any  | Títol               | Director | Guionista |
| ---- | ------------------- | -------- | --------- |
| 1996 | Johns               | Sí       | Sí        |
| 1999 | The Mod Squad       | Sí       | Sí        |
| 2002 | 8 Mile              | No       | Sí        |
| 2010 | The Fighter         | No       | Sí        |
| 2016 | The Finest Hours    | No       | Sí        |
| 2019 | Joker               | No       | Sí        |
| 2024 | Joker: Folie à Deux | No       | Sí        |

Productor
- Stronger (2017)

Co-productor executiu
- The House of Yes (1997)

Agraïments especials
- Rèquiem per un somni (2000)
- Then She Found Me (2007)
- Bleed for This (2016)
- Siberia (2018)

## Premis i nominacionss
| Any  | Associació                                          | Categoria            | Obra        | Resultat |
| ---- | --------------------------------------------------- | -------------------- | ----------- | -------- |
| 2011 | Premis Oscar                                        | Millor Guió Original | The Fighter | Nominat  |
| 2020 | Premis de la Crítica Cinematogràfica                | Millor guió adaptat  | Joker       | Nominat  |
| 2020 | Premis BAFTA                                        | Millor guió adaptat  | Joker       | Nominat  |
| 2020 | Premis del Sindicat de Guionistes dels Estats Units | Millor guió adaptat  | Joker       | Nominat  |
| 2020 | Premis Oscar                                        | Millor Guió Adaptat  | Joker       | Nominat  |